# Victoria Upper Lake
Victoria Upper Lake är en sjö i Antarktis. Den ligger i Östantarktis. Nya Zeeland gör anspråk på området. Victoria Upper Lake ligger 646 meter över havet.